# NGC 3568
NGC 3568 (другие обозначения — ESO 377-20, MCG -6-25-9, IRAS11084-3710, PGC 33952) — спиральная галактика с перемычкой (SBc) в созвездии Центавр.
Этот объект входит в число перечисленных в оригинальной редакции «Нового общего каталога».
В галактике вспыхнула сверхновая SN 2014dw типа II, её пиковая видимая звездная величина составила 15,5.
Галактика NGC 3568 входит в состав группы галактик NGC 3557. Помимо NGC 3568 в группу также входят ещё 11 галактик.